# Fuerte de San Telmo
El Fuerte de San Telmo (o San Elmo) es una fortificación situada en La Valeta, capital de la isla de Malta. Está situado de cara al mar en el extremo de la península Sciberras, que separa el puerto Marsamxett del Gran Puerto y domina la entrada a ambos.

## Historia
Antes de la llegada de los Caballeros de Malta, en 1530, existía una torre de vigilancia en el lugar: la fortificación de este emplazamiento estratégico dio comienzo en 1533. Para la época del sitio de Malta por los turcos en 1565, la fortaleza había sido reforzada y ampliada convirtiéndola en un pequeño fuerte estrellado, pero que tenía pésimas condiciones defensivas, en especial la falta de aspilleras para disparar con protección desde arriba y que hubiera zonas apenas cubiertas por el tiro defensivo lo que permitía a los atacantes acercarse mucho a las murallas.
El fuerte era el punto clave de la defensa de la ciudad, porque su dominio permitiría a la flota turca refugiarse en la amplia dársena de la entrada del puerto y por ello fue el escenario de algunos de los más fieros combates del asedio. La guarnición inicial del fuerte era de unos cien caballeros y setecientos soldados, incluyendo cientos de españoles, alrededor de cuatrocientos italianos y sesenta esclavos de galeras armados. La guarnición podía ser reforzada mediante botes desde los fuertes al otro lado del Gran Puerto, a unos quinientos metros, a través de la Puerta del Socorro y al final se recurrió a nadadores cuando los turcos estrecharon el cerco.
Soportó valientemente durante semanas un bombardeo masivo de los cañones turcos, desplegados en el monte Sceberras que dominaba el fuerte, y de las baterías del extremo norte del puerto Marsamextt, situadas en el lugar donde hoy se alza el fuerte Tigne. Durante el bombardeo del fuerte, un disparo de cañón desde el fuerte de San Ángel atravesó el Gran Puerto y alcanzó el suelo en las cercanías de la batería turca. La metralla hirió mortalmente al corsario y almirante turco Turgut Reis (Dragut), uno de los comandantes otomanos más capacitados. Otra versión (apuntada por el historiador Crowley) apunta a que la causa fue un disparo demasiado bajo de la propia artillería turca que impactó en la trinchera donde estaba Turgut.
La fortaleza aguantó el asedio y varios asaltos, por más de un  mes, cayendo en manos turcas el 23 de junio de 1565. Ninguno de los caballeros sobrevivió y sólo nueve (otras versiones apuntan a un número indeterminado pero siempre escaso) de los defensores malteses se salvaron nadando hasta el fuerte de San Ángel al otro lado del Gran Puerto tras la caída del fuerte.
En total se considera que la defensa del fuerte costó la vida a cerca de 1500 defensores y 4000 turcos, que además perdieron un tiempo precioso, lo que permitió que los Caballeros de San Juan de Malta fortificaran mejor sus posiciones en la ciudad y que llegara a tiempo la expedición española de socorro. 
Aunque el fuerte fue reducido a escombros durante los bombardeos, cuando los otomanos abandonaron el asedio fue reconstruido y reforzado, siendo parcialmente incorporado dentro del bastión de mar de la ciudad fortificada de La Valeta.

## En la actualidad
Desde mediados del siglo XX, el fuerte de San Telmo alberga la academia de policía de Malta. La Cruz de  Jorge original, con la que fue galardonada Malta por el rey Jorge VI en 1942, está expuesta en el Museo de Guerra, que ocupa parte del fuerte.

## En la cultura popular
El fuerte de San Telmo sirvió para el rodaje como cárcel turca de la película El expreso de medianoche.

## Galería

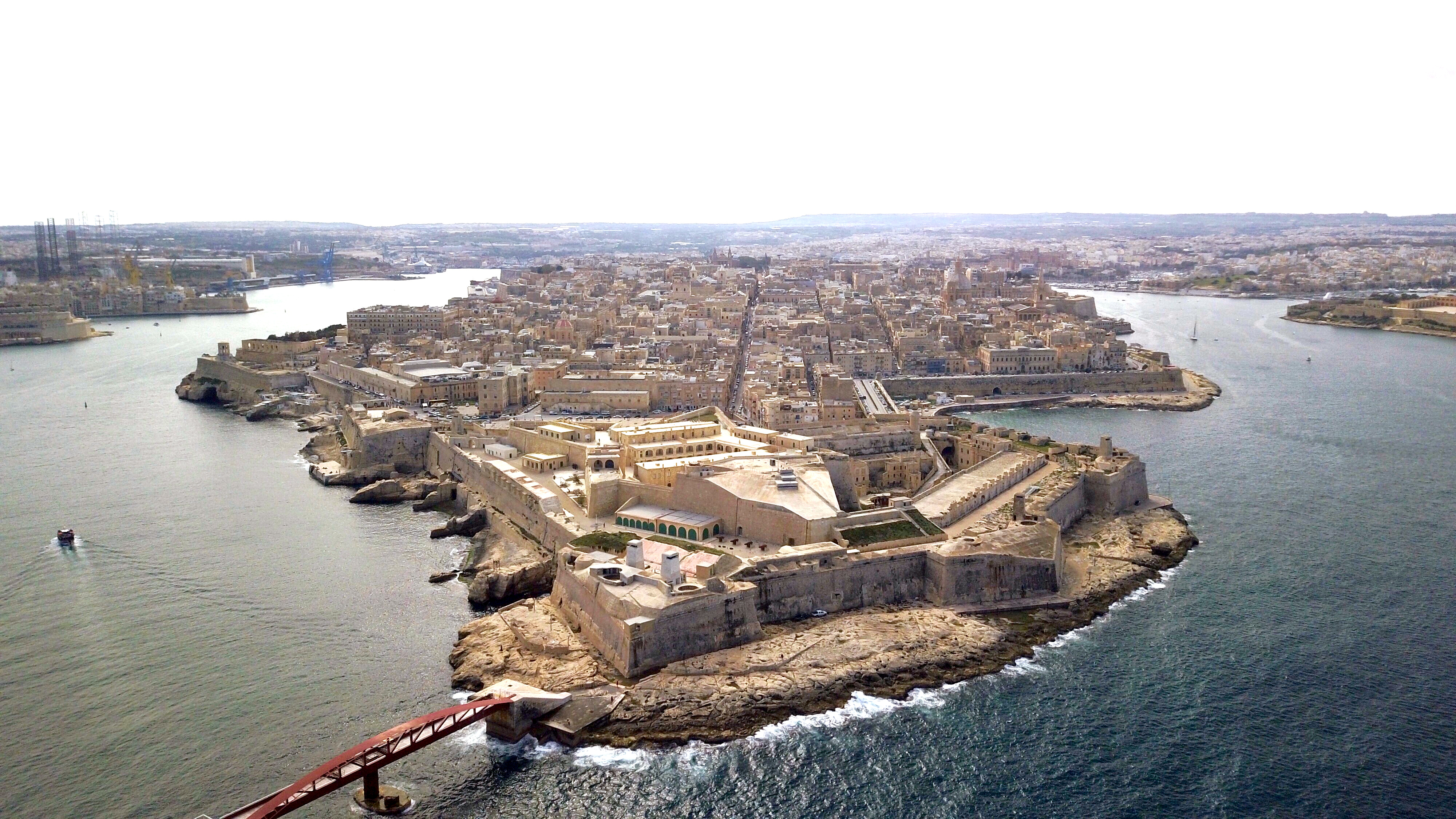
Foto aérea del Fuerte de San Telmo.
Torreón.
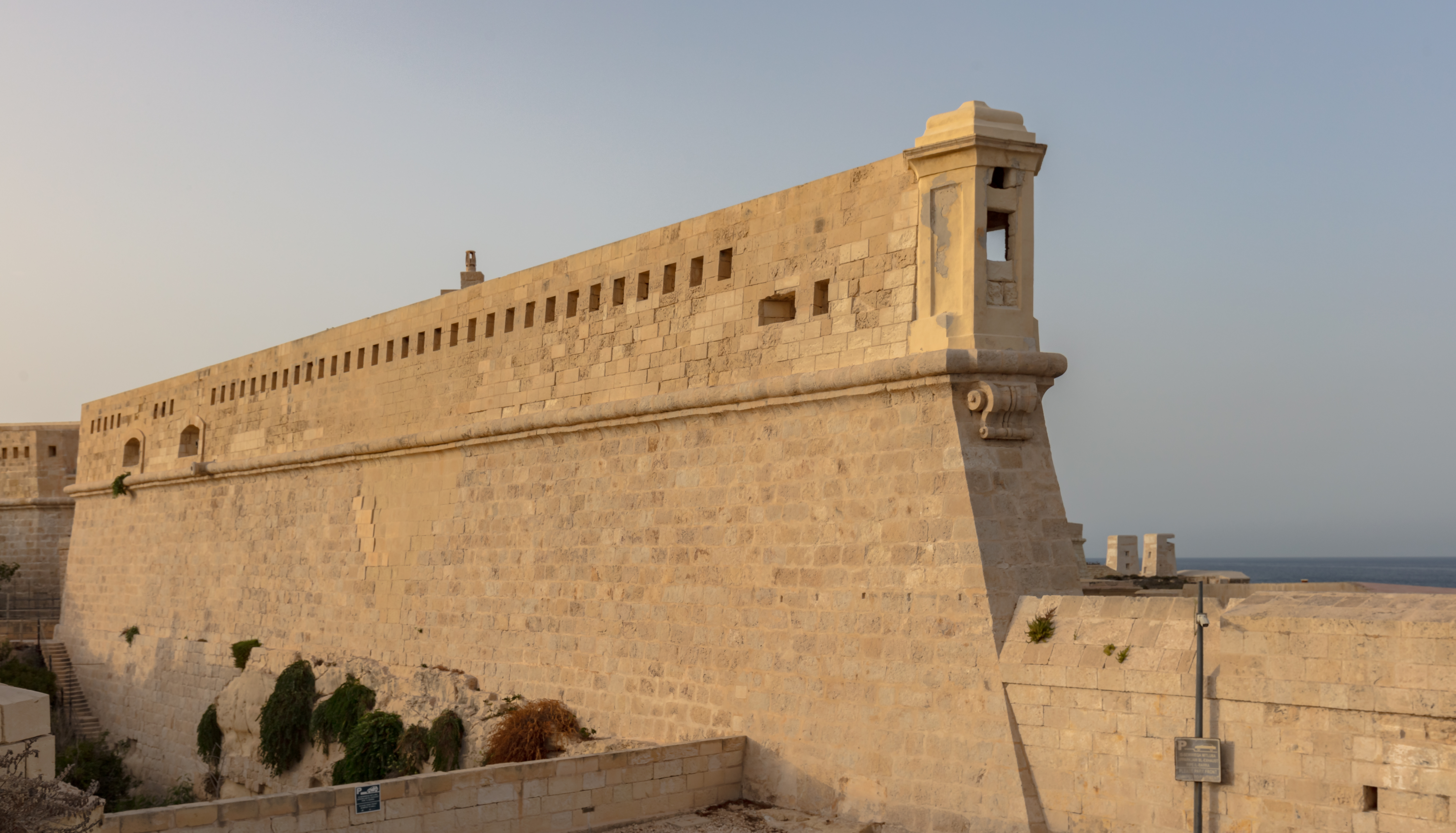
Muralla.
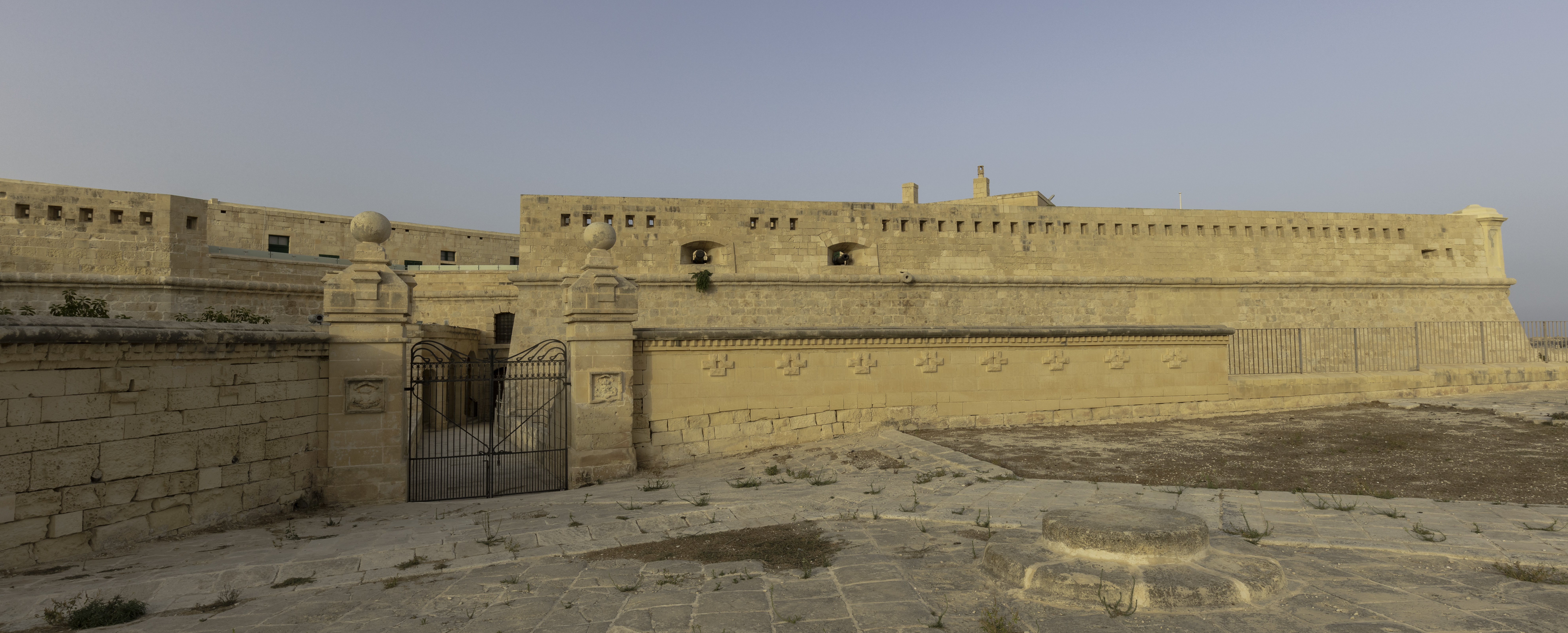
Entrada del Fuerte desde la ciudad.
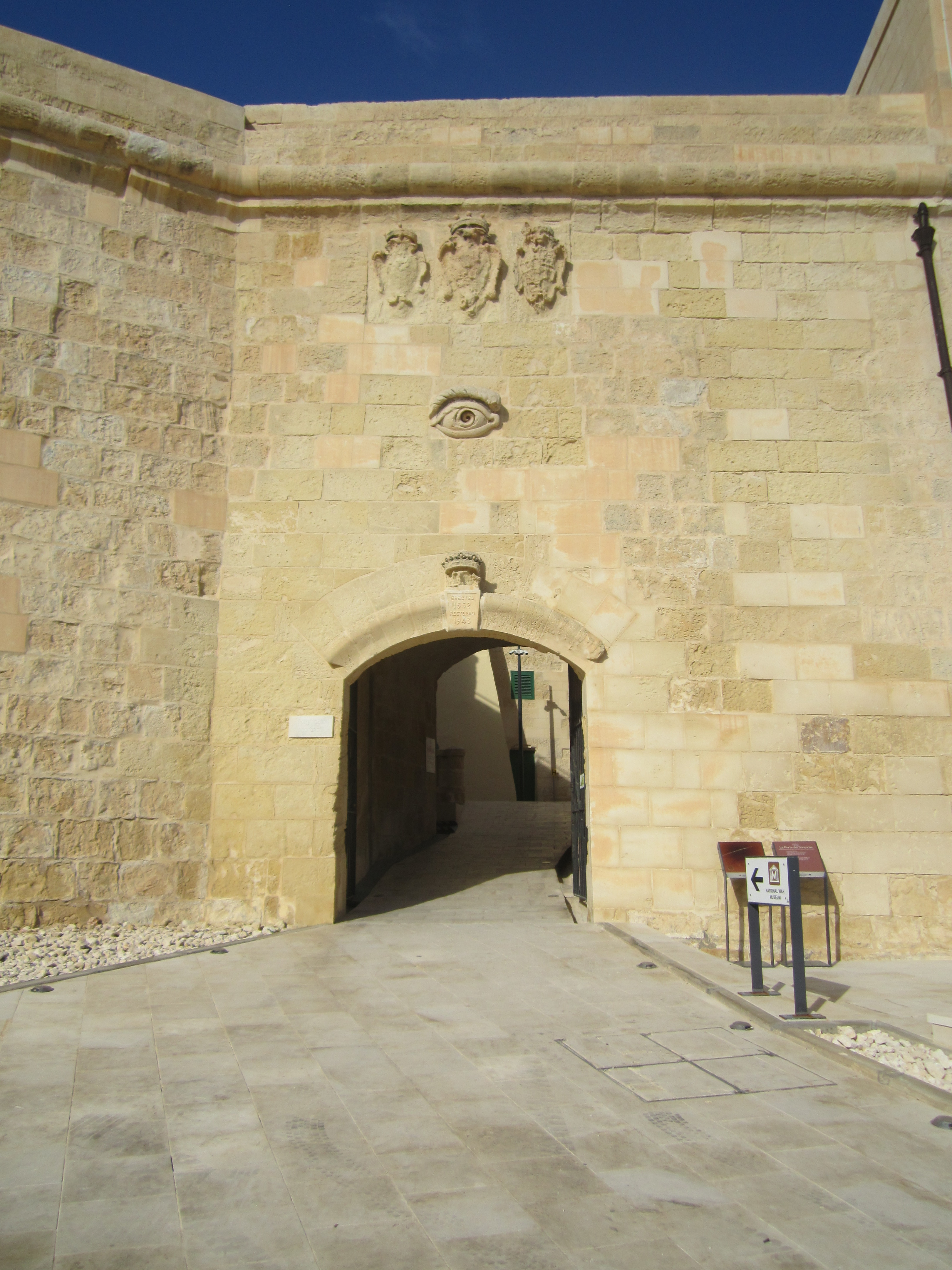
Puerta del Socorro.